# Lettlands kommunistiska parti
Lettlands kommunistiska parti (lettiska: Latvijas Komunistiskā partija; ryska: Коммунистическая партия Латвии) var ett parti i Lettland. Partiet grundades i juni 1904 som Lettiska Socialdemokratiska Arbetarepartiet, vilket under sin andra kongress 1905 antog Rysslands socialdemokratiska arbetarepartis program som sitt eget. Efter det Lettiska självständighetskriget förbjöds partiet, vilket inte ändrades förrän 1940 då den sovjetiska armén marscherade in i landet och inledde en ockupation. Partiet förblev sedan det enda tillåtna partiet i Lettiska SSR genom artikel 6 i konstitutionen, en artikel som togs bort ur konstitutionen 1990. 
Efter Lettlands självständighet från Sovjetunionen förbjöds partiet igen 1991. 1994 bildades dock Lettlands socialistiska parti som de-facto är en efterträdare till partiet. Alfrēds Rubiks var partiets sista ordförande och 1999 blev han ordförande för Lettlands socialistiska parti.